# 拉伯瑙 (萨克森州)
拉伯瑙（德語：Rabenau，發音：[ˈʁaːbənaʊ] ⓘ）是德国萨克森州萨克森施韦茨-东厄尔士山县的城市，面积30.73平方千米，2023年12月31日人口为4,467人。